# Silberner Fußballschuh 1976

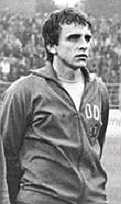
Jürgen Croy (1978)

Mit dem Silbernen Fußballschuh 1976 wurde zum 14. Mal der DDR-Fußballer des Jahres ausgezeichnet. Die Redaktion der Zeitschrift Die neue Fußballwoche hatte eine Umfrage unter Sportredaktionen von Zeitschriften und Zeitungen der DDR zur Wahl des besten Spielers der Saison 1975/76 durchgeführt, die auf Tippscheinen die sechs besten Fußballer mit Punkten (zehn Punkte für den Favoriten, für die weiteren Plätze absteigend sieben, fünf, drei, zwei und einen Punkt) bewertet hatten. Die höchste Gesamtpunktzahl erreichte (zum zweiten Mal nach 1972) Jürgen Croy, dem am 4. September 1976 vor Saisoneröffnung in Zwickau der silberne Fußballschuh als Fußballer des Jahres überreicht wurde.

## Ergebnis
| Rang | Name                 | Verein                   | Punkte |
| ---- | -------------------- | ------------------------ | ------ |
| 01.  | Jürgen Croy          | BSG Sachsenring Zwickau  | 453    |
| 02.  | Hans-Jürgen Dörner   | SG Dynamo Dresden        | 366    |
| 03.  | Konrad Weise         | FC Carl Zeiss Jena       | 218    |
| 04.  | Reinhard Häfner      | SG Dynamo Dresden        | 106    |
| 05.  | Reinhard Lauck       | Berliner FC Dynamo       | 051    |
| 06.  | Gerd Kische          | F.C. Hansa Rostock       | 030    |
| 07.  | Henning Frenzel      | 1. FC Lokomotive Leipzig | 029    |
| 08.  | Hans-Jürgen Riediger | Berliner FC Dynamo       | 021    |
| 08.  | Hartmut Schade       | SG Dynamo Dresden        | 021    |
| 10.  | Wolfram Löwe         | 1. FC Lokomotive Leipzig | 018    |
| 11.  | Gert Heidler         | SG Dynamo Dresden        | 017    |
| 12.  | Lothar Kurbjuweit    | FC Carl Zeiss Jena       | 011    |
| 12.  | Bernd Bransch        | Hallescher FC Chemie     | 011    |
| 14.  | Hans-Jürgen Kreische | SG Dynamo Dresden        | 010    |
| 15.  | Martin Hoffmann      | 1. FC Magdeburg          | 008    |
| 16.  | Ralf Schulenberg     | Berliner FC Dynamo       | 003    |
| 16.  | Wilfried Gröbner     | 1. FC Lokomotive Leipzig | 003    |
| 18.  | Dieter Schüßler      | BSG Wismut Aue           | 002    |
| 18.  | Manfred Zapf         | 1. FC Magdeburg          | 002    |
| 20.  | Detlef Zimmer        | BSG Wismut Aue           | 001    |

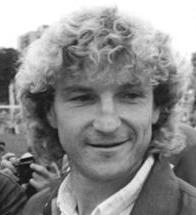
Hans-Jürgen Dörner, 1986
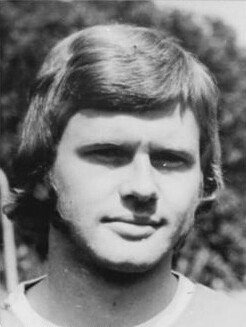
Konrad Weise, 1974
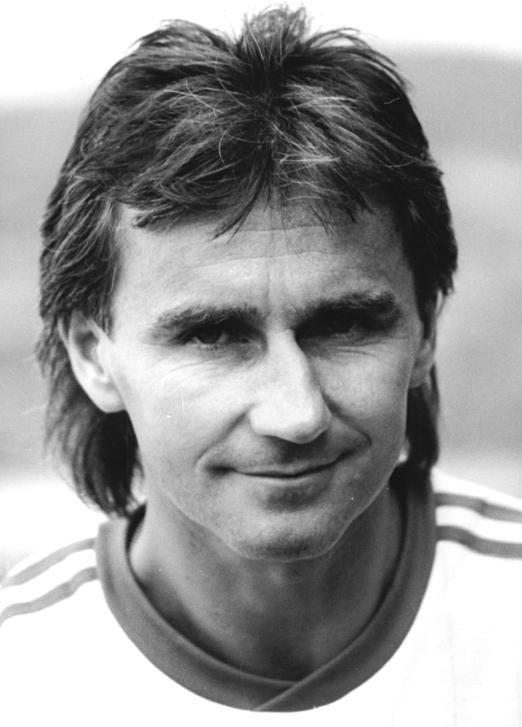
Reinhard Häfner, 1990
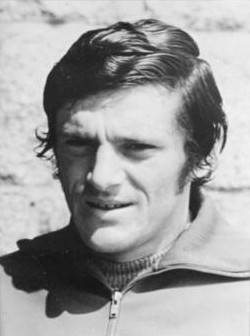
Reinhard Lauck, 1974
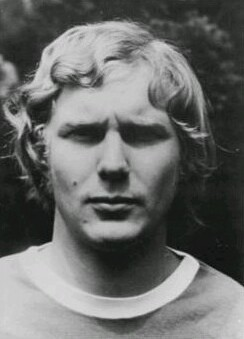
Gerd Kische, 1974
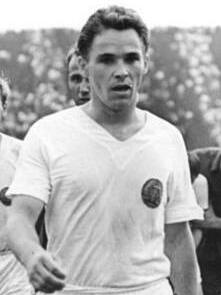
Henning Frenzel, 1966
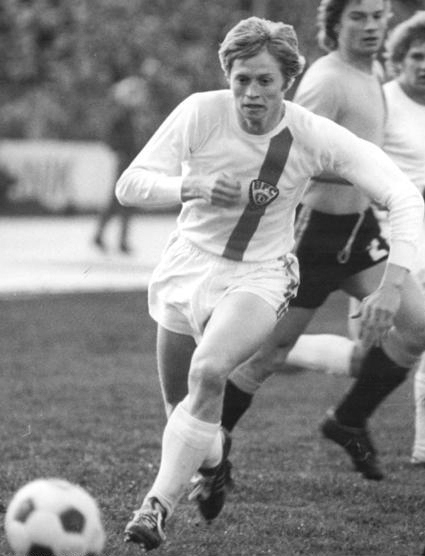
Hans-Jürgen Riediger, 1975
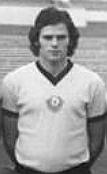
Hartmut Schade, 1976
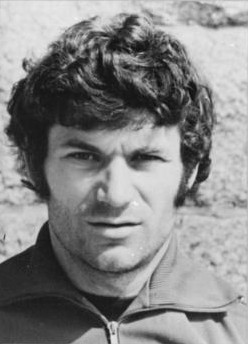
Wolfram Löwe, 1974